# Ла От-Сен-Шарль
Ла От-Сен-Шарль — один из шести районов города Квебек, в провинции Квебек, в Канаде. Образован 1 января 2002 года.
Район представляет собой верхний водораздел реки Сен-Шарль. Включает в себя озеро Сен-Шарль, обеспечивающее питьевой водой примерно половину населения города Квебек. В состав района входит резервация индейцев-гуронов Вендаке.

## История
Территория Ла От-Сен-Шарль начала осваиваться колонизаторами с 1647 года, когда на этих землях возникли их поселения Сен-Игнас (на востоке) и Сен-Габриэль (на западе). Почва здесь была непригодна для сельскохозяйственной деятельности, и вскоре место деревень заняли города Лак-Сен-Шарль и Сен-Эмиль. Приход Сен-Амбруаз-де-ла-Жан-Лоретт дал начало другому городу, Лореттвиль, ставшему торговым и промышленным центром. Развитию промышленности способствовало использование природных ресурсов, в частности, гидравлической силы реки Сен-Шарль.
В середине XIX века здесь возник курорт, к которому была проведена железная дорога. Тогда же на этих землях стали строить многочисленные поместья и дачи.
Район Ла От-Сен-Шарль был образован 1 января 2002 года, после слияния муниципалитетов Квебека. В него вошли древние города ла-Сен-Шарль, Сен-Эмиль и Лореттвиль, северная часть района Нёвшатель из Старого Квебека. С 1 ноября 2009 года он также включает в себя территорию Валь-Белер, упраздненного района Лорентьен.
В районе 52 парка и зеленые зоны, самыми известными из которых являются парк де ла Фалес и шут Кабир Куба, заповедник Маре-дю-Нор, линейный парк реки Сен-Шарль, парк Мон-Белер.
Много домов традиционной архитектуры. Водонапорная башня (Шато д’О — Замок воды) в стиле ренессанса была построена в 1949 году.

## Округа
Территория района разделена на девять округов: Де Шатель, Валь-Белер, Лак-Сен-Шарль, Сен-Эмиль и Лореттвиль. Эта территория разделена на четыре избирательных округа.
В городском совете Квебека Ла От-Сен-Шарль представлен советником по каждому из четырёх избирательных округов.
| Район | Район           | Избирательны округ     | Советник      | Партия              |
| ----- | --------------- | ---------------------- | ------------- | ------------------- |
| 6     | Ла-От-Сен-Шарль | Ла-Сен-Шарль-Сен-Эмиль | Стив Верре    | Команда Лебона (EL) |
|       |                 | Лореттвиль             | Реймон Дьон   | Команда Лебона (EL) |
|       |                 | Де Шатель              | Симон Бруар   | Команда Лебона (EL) |
|       |                 | Валь-Белер             | Сильвен Легар | Команда Лебона (EL) |

В настоящее время председателем районного совета является Стив Верре.